# Comuna Glina, Ilfov
Glina este o comună în județul Ilfov, Muntenia, România, formată din satele Cățelu, Glina (reședința) și Manolache.

## Așezare
Comuna se află în sud-estul județului, la sud-est de București, pe malurile râului Dâmbovița. Este străbătută de șoseaua de centură a Bucureștiului, iar în extremitatea nordică a comunei începe pe autostrada București–Constanța, care are lângă satul Cățelu o ieșire pe șoseaua de centură. Din această șosea de centură, la Glina se ramifică șoseaua județeană DJ301A, care duce spre est la satele Bălăceanca și Poșta ale comunei Cernica.

## Demografie
Componența etnică a comunei Glina
     Români (68,44%)
     Romi (16,72%)
     Alte etnii (0,48%)
     Necunoscută (14,36%)
Componența confesională a comunei Glina
     Ortodocși (80,31%)
     Penticostali (2,22%)
     Alte religii (2,18%)
     Necunoscută (15,29%)
Conform recensământului efectuat în 2021, populația comunei Glina se ridică la 9.209 locuitori, în creștere față de recensământul anterior din 2011, când fuseseră înregistrați 8.592 de locuitori. Majoritatea locuitorilor sunt români (68,44%), cu o minoritate de romi (16,72%), iar pentru 14,36% nu se cunoaște apartenența etnică. Din punct de vedere confesional, majoritatea locuitorilor sunt ortodocși (80,31%), cu o minoritate de penticostali (2,22%), iar pentru 15,29% nu se cunoaște apartenența confesională.

## Politică și administrație
Comuna Glina este administrată de un primar și un consiliu local compus din 15 consilieri. Primarul, Ionuț-Răzvan Tudor[*], de la Partidul Național Liberal, este în funcție din octombrie 2020. Începând cu alegerile locale din 2024, consiliul local are următoarea componență pe partide politice:
|  | Partid                          | Consilieri | Componența Consiliului | Componența Consiliului | Componența Consiliului | Componența Consiliului | Componența Consiliului | Componența Consiliului | Componența Consiliului | Componența Consiliului | Componența Consiliului | Componența Consiliului | Componența Consiliului |
|  | ------------------------------- | ---------- | ---------------------- | ---------------------- | ---------------------- | ---------------------- | ---------------------- | ---------------------- | ---------------------- | ---------------------- | ---------------------- | ---------------------- | ---------------------- |
|  | Partidul Național Liberal       | 11         |                        |                        |                        |                        |                        |                        |                        |                        |                        |                        |                        |
|  | Alianța pentru Unirea Românilor | 3          |                        |                        |                        |                        |                        |                        |                        |                        |                        |                        |                        |
|  | Partidul Social Democrat        | 1          |                        |                        |                        |                        |                        |                        |                        |                        |                        |                        |                        |

## Istorie
La sfârșitul secolului al XIX-lea, teritoriul comunei era împărțit între comuna Bobești-Bălăceanca (satele Glina-Gherman, Glina-Macri și Manolache) și comuna Dudești-Cioplea (satul Cățelu) În perioada interbelică, situația s-a menținut la fel, satul Glina formându-se din contopirea satelor Glina-Gherman și Glina-Macri.
În 1950, teritoriul actual al comunei a fost inclus în raioanele Tudor Vladimirescu (satele Manolache și Cățelu) și Nicolae Bălcescu (satul Glina) ale orașului regional București. În 1968, comuna Glina apare formată din toate cele trei sate, drept comună suburbană a municipiului București. În 1981, a fost eliminat conceptul de comună suburbană, comuna Glina devenind parte a Sectorului Agricol Ilfov, subordonat municipiului București, sector devenit în 1998 județul Ilfov.
Până la împărțirea administrativă din anul 1968, comuna a purtat mai multe nume, după cum urmează: până în anul 1937, comuna s-a numit Bobești-Bălăceanca; după anul 1937, satele Glina, Bobești, Șerbănica, Manolache și Cățelu se separă de Bălăceanca sub denumirea Cățelu; după anul 1968, localitatea este numită Glina.

## Monumente istorice
Zece obiective din comuna Glina sunt incluse în lista monumentelor istorice din județul Ilfov ca monumente de interes local. Toate sunt clasificate drept situri arheologice, comuna fiind un centru important de săpături arheologice, în satul Bălăceanca din comuna vecină Cernica fiind găsit un sit ce a dat numele culturii arheologice Glina. Trei situri se află la Manolache, patru la Glina, două la Cățelu și unul foarte aproape de Bălăceanca.
În satul Cățelu se află încă 3 obiective turistice , Monumentul Eroilor Neamului ; Ansamblul Monumental ,,Sf Vineri" din fața Bisericii "Sf. Nicolae" și troița ridicată de către localnici.

## Sport
- Echipa de fotbal CS Glina - Liga a IV-a, Asociația Județeană de Fotbal Ilfov (2023/2024)